# 粪便阻塞
粪便阻塞或粪便嵌塞指的是因长期便秘导致干硬、结块的粪便潴留在直肠的症状。除了长期便秘之外，液体粪便在通过受阻区域时会造成大便失禁和遺屎症。

## 成因
造成粪便阻塞的原因有很多，如年龄（老年人更容易有此问题）、便秘、滥用泻药、憋屎等。

## 症状
患者除长期便秘外，还有可能有腹泻、咳嗽时漏屎、恶心、脱水、腹痛、少尿、腹胀、呼吸困难、心跳过快、低血压、眩晕、流汗、高烧等症状。

## 治疗
灌肠是最常见的治疗手段，不但可以促进肠道蠕动而且可以溶解掉过于干硬的粪便。若灌肠无法移除足量的粪便则需手术移除。